# Luiz Americano
Luiz Americano Rego  bzw. Luiz Americano do Rego, bekannt unter dem Künstlernamen Luiz Americano, (* 27. Februar 1900 in Aracaju, Sergipe, Brasilien; † 29. März 1960 in Rio de Janeiro) war ein brasilianischer Klarinettist, Saxophonist und Komponist.

## Leben
Luiz Americano begann im Alter von dreizehn Jahren, sich mit der Musik zu beschäftigen, inspiriert durch seinen Vater Jorge Americano Rêgo, der Komponist und Leiter eines Orchesters in seiner Heimatstadt war. Er spielte dann in einer Militärband Klarinette, zunächst in Aracaju, dann in Maceió und schließlich in Rio de Janeiro.
Zu Beginn der 1920er Jahre begann er beim Radio als Musiker zu arbeiten und machte seine ersten Schallplattenaufnahmen als Komponist wie auch als Solist. Zwischen 1928 und 1931 lebte er in Argentinien. 1932 wurde er an der Seite von Pixinguinha und Donga Mitglied der berühmten Gruppe Velha Guarda. 1937 kam er zum Trio Carioca mit Radamés Gnattali am Piano und Luciano Perrone am Schlagzeug. Es folgten zahlreiche Schallplattenaufnahmen, auf denen er mit seinem brillanten Ton auf dem Saxophon und der Klarinette zu hören ist, unter anderen mit Carmen Miranda und Leopold Stokowski. In den 1930er und 1940er Jahren widmete er sich als Saxophonist und Klarinettist intensiv dem Choro.
Zu seinen bekanntesten Kompositionen gehören É do que há, Lágrimas, Virgem und Numa Seresta, sein wohl bekanntester Choro.
Bis zu seinem Lebensende war er ein gefragter Studiomusiker. 1960 starb er im Stadtteil Brás de Pina von Rio de Janeiro. Luiz Americano gilt als einer der großen Wegbereiter des Saxophon in Brasilien.

## Ehrungen
In Itabaiana wurden für Vater und Sohn je eine Straße benannt: Rua Luiz Americano Rego und Rua Jorge Americano Rego.

## Werke (Auswahl)
| - Antigamente era assim - Ao luar - Assim mesmo - Atraente - Calamitoso - Chorinho do Pacaembu - Dancing avenida - Dindinha - É do que há - Estes são outros quinhentos - Eu te quero bem - Garrinha - Intrigas do boteco do Padilha - Iolanda Pereira - Lágrimas de virgem - Léa - Leda - Linda Erika - Lisses | - Luiz Americano de passagem pela Arábia - Luiz Americano na PRE-3 - Luiz Americano no Lido - Meu Brasil - Melodia de um olhar - Muito me cantas - Na maciota - Não está com tudo - No Grajaú Tênis Clube - Numa seresta - O pandeiro do João da Baiana - Recordando os velhos tempos - Sentimento - Soluços - Sossega Juca - Tigre da Lapa - Valina - Verdade |